# Copa del Rey 2013/14
Die Copa del Rey 2013/14 war die 110. Austragung des spanischen Fußballpokals.
Der Wettbewerb startete am 28. August 2013 und endete mit dem Finale am 16. April 2014 im Estadio Mestalla in Valencia. Titelverteidiger des Pokalwettbewerbs war Atlético Madrid. Den Titel gewann Real Madrid durch einen 2:1-Erfolg im Finale gegen den FC Barcelona. Da sich beide Finalisten in der Liga für die Champions League qualifizierten, verfiel der für den Pokalsieger vorgesehene Startplatz für die Europa League 2014/15.

## Teilnehmende Mannschaften
| Primera División 20 Vereine der Saison 2012/13 | Segunda División 20 Vereine der Saison 2012/131 | Segunda División B 25 Vereine, die in der Saison 2012/13 in den vier Gruppen unter den ersten fünf platziert waren und die fünf folgenden Mannschaften mit den meisten Punkten2 | Tercera División die 18 Meister der Tercera División 2012/133 |
| FC Barcelona Real Madrid Atlético Madrid Real Sociedad FC Valencia FC Málaga Betis Sevilla Rayo Vallecano FC Sevilla FC Getafe Levante UD Athletic Bilbao Espanyol Barcelona Real Valladolid FC Granada CA Osasuna Celta Vigo RCD Mallorca Deportivo La Coruña Real Saragossa | FC Elche FC Villarreal UD Almería FC Girona AD Alcorcón UD Las Palmas SD Ponferradina Sporting Gijón CD Lugo CD Numancia Recreativo Huelva FC Córdoba CD Mirandés CE Sabadell Hércules Alicante CD Guadalajara Real Murcia Racing Santander SD Huesca Deportivo Xerez | - Gruppe 1 CD Teneriffa CD Leganés Real Oviedo Caudal Deportivo CF Fuenlabrada † - Gruppe 2 Deportivo Alavés SD Eibar Club Lleida Esportiu FC Barakaldo SD Amorebieta† CD Tudelano‡ Real Unión Irún‡ - Gruppe 3 CE l’Hospitalet Huracán CF CD Alcoyano CD Olímpic de Xàtiva Gimnàstic de Tarragona† UE Sant Andreu‡ - Gruppe 4 Real Jaén FC Cartagena Albacete Balompié Lucena CF Real Linense† San Fernando CD‡ Écija Balompié‡ | - Gruppe 1 Racing de Ferrol - Gruppe 2 CD Tuilla - Gruppe 3 CD Tropezón - Gruppe 4 CD Laudio - Gruppe 5 UE Olot - Gruppe 6 Novelda CF† - Gruppe 7 CD Puerta Bonita - Gruppe 8 Burgos CF - Gruppe 9 CD El Palo† - Gruppe 10 FC Algeciras - Gruppe 11 SCR Peña Deportiva - Gruppe 12 Atlético Granadilla† - Gruppe 13 La Hoya Lorca CF - Gruppe 14 Extremadura UD - Gruppe 15 AD San Juan - Gruppe 16 Haro Deportivo - Gruppe 17 CD Sariñena - Gruppe 18 CD Toledo |

1 FC Barcelona B und Real Madrid Castilla als B-Mannschaften nicht teilnahmeberechtigt

2 unter Ausschluss von B-Mannschaften

3 wird eine B-Mannschaft Meister, rückt automatisch die bestplatzierte A-Mannschaft der jeweiligen Liga nach

† für eine B-Mannschaft nachgerückt

‡ als Punktbester qualifiziert

## Modus
Das Turnier wird im K.-o.-System ausgespielt. Gespielt wird in den ersten drei Runden nur in einem Spiel – bei Unentschieden wird mit Verlängerung, ggf. Elfmeterschießen eine Entscheidung gesucht. Ab der Runde der letzten 32 werden die Duelle in Hin- und Rückspiel ausgetragen. In der Copa del Rey gelten die gleichen Regeln wie bei UEFA-Wettbewerben (Auswärtstorregel). Das Finale wird in einem Spiel ausgetragen, der Sieger bei Unentschieden durch Verlängerung bzw. Elfmeterschießen gesucht.
Für die Qualifikation zur Copa del Rey ist die Vorsaison, bei den Auslosungen ist die Ligazugehörigkeit der aktuellen Saison maßgeblich.
Nachwuchs- und Reservemannschaften von Vereinen, die auch in der Copa del Rey spielberechtigt sind, sind nicht zugelassen.
Einige Mannschaften sind von bestimmten Runden freigestellt:
- In der ersten Hauptrunde spielen die Mannschaften der Tercera División und der Segunda División B.
- In der zweiten Hauptrunde stoßen die Mannschaften der Segunda División zu den Clubs der Segunda División B und Tercera División hinzu.
- In der dritten Hauptrunde spielen diese Teams die Gegner der Erstligisten aus.
- In der Runde der letzten 32 kommen die Mannschaften der Primera División hinzu.
- In der Copa del Rey wird mit Freilosen in den ersten Runden gearbeitet, um auf eine gerade Anzahl an Teilnehmern zu kommen.

## Erste Hauptrunde
Zur ersten Hauptrunde des Wettbewerbes waren 36 Mannschaften, die in der Saison 2013/14 in der Segunda División B und der Tercera División spielen, qualifiziert. Die Auslosung fand am 20. August 2013 wie alle weiteren Auslosungen auch in der Ciudad del Fútbol in Las Rozas de Madrid statt. Es wurden 18 Paarungen ausgelost und sieben Freilose vergeben. Dabei wurden auch die Paarungen für die zweite Hauptrunde bestimmt.
Die Spiele wurden am 4. September 2013 ausgetragen.
|                        | Ergebnis              |                     |
| ---------------------- | --------------------- | ------------------- |
| Haro Deportivo         | 0:0 n. V. (4:2 i. E.) | Real Oviedo         |
| CD Tropezón            | 0:1 n. V.             | CD Tuilla           |
| Caudal Deportivo       | 1:0                   | Racing de Ferrol    |
| CD Sariñena            | 1:0 n. V.             | CD Puerta Bonita    |
| CD Leganés             | 3:0                   | Atlético Granadilla |
| FC Barakaldo           | 1:0                   | SD Amorebieta       |
| CD Laudio              | 3:1 n. V.             | Real Unión Irún     |
| CD Toledo              | 0:1                   | SD Huesca           |
| UE Olot                | 3:2                   | Huracán CF          |
| Gimnàstic de Tarragona | 1:1 n. V. (4:2 i. E.) | CD Alcoyano         |
| UE Sant Andreu         | 2:1                   | SCR Peña Deportiva  |
| Extremadura UD         | 1:2                   | Albacete Balompié   |
| Écija Balompié         | 2:2 n. V. (3:2 i. E.) | La Hoya Lorca CF    |
| CD El Palo             | 1:1 n. V. (2:4 i. E.) | Deportivo Xerez     |
| San Fernando CD        | 1:0                   | Real Linense        |
| FC Cartagena           | 2:1                   | CD Guadalajara      |
| Burgos CF              | 3:1 n. V.             | AD San Juan         |
| FC Algeciras           | 2:1                   | Novelda CF          |

Freilose: CE l’Hospitalet, CD Tudelano, CD Olímpic de Xàtiva, Racing Santander, Club Lleida Esportiu, Lucena CF, CF Fuenlabrada

## Zweite Hauptrunde
In der zweiten Hauptrunde traten die Mannschaften aus der Segunda División dem Wettbewerb bei.
Die Spiele wurden am 11. September 2013 ausgetragen.
|                        | Ergebnis                |                     |
| ---------------------- | ----------------------- | ------------------- |
| CD Tuilla              | 0:3                     | Burgos CF           |
| Haro Deportivo         | 1:0                     | CD Sariñena         |
| Gimnàstic de Tarragona | 1:1 n. V. (4:1 i. E.)   | Albacete Balompié   |
| CE l’Hospitalet        | 3:4 n. V.               | Racing Santander    |
| San Fernando CD        | 0:1 n. V.               | CD Tudelano         |
| SD Huesca              | 0:1                     | FC Cartagena        |
| Écija Balompié         | 0:2                     | CD Laudio           |
| UE Sant Andreu         | 2:0                     | UE Olot             |
| Club Lleida Esportiu   | 2:0                     | Caudal Deportivo    |
| CD Leganés             | 5:1                     | Lucena CF           |
| CD Olímpic de Xàtiva   | 1:0                     | FC Barakaldo        |
| Deportivo Xerez        | 1:1 n. V. (4:3 i. E.)   | CF Fuenlabrada      |
| Deportivo Alavés       | 1:0                     | Real Saragossa      |
| RCD Mallorca           | 1:4                     | AD Alcorcón         |
| CE Sabadell            | 1:3                     | UD Las Palmas       |
| FC Córdoba             | 2:2 n. V. (12:13 i. E.) | Deportivo La Coruña |
| CD Lugo                | 1:1 n. V. (4:3 i. E.)   | CD Mirandés         |
| Real Jaén              | 1:0                     | CD Numancia         |
| Recreativo Huelva      | 3:2 n. V.               | Sporting Gijón      |
| SD Eibar               | 1:0                     | CD Teneriffa        |
| Hércules Alicante      | 2:0                     | Real Murcia         |
| FC Girona              | 2:1                     | SD Ponferradina     |

Freilos: FC Algeciras

## Dritte Hauptrunde
Die Auslosung fand am 13. September 2013 statt. Die Spiele wurden am 16. Oktober 2013 ausgetragen.
|                   | Ergebnis              |                        |
| ----------------- | --------------------- | ---------------------- |
| CD Tudelano       | 1:4                   | FC Cartagena           |
| Haro Deportivo    | 1:1 n. V. (1:3 i. E.) | FC Algeciras           |
| Burgos CF         | 0:1                   | Gimnàstic de Tarragona |
| CD Leganés        | 1:1 n. V. (3:5 i. E.) | Racing Santander       |
| Deportivo Xerez   | 1:3                   | Club Lleida Esportiu   |
| CD Laudio         | 2:2 n. V. (7:8 i. E.) | CD Olímpic de Xàtiva   |
| FC Girona         | 0:0 n. V. (4:2 i. E.) | Deportivo Alavés       |
| SD Eibar          | 1:2 n. V.             | AD Alcorcón            |
| Real Jaén         | 2:0                   | Deportivo La Coruña    |
| Recreativo Huelva | 1:0                   | CD Lugo                |
| UD Las Palmas     | 3:0                   | Hércules Alicante      |

Freilos: UE Sant Andreu

## Runde der letzten 32
In der Runde der letzten 32 stießen zu den elf Siegern aus den Partien der dritten Hauptrunde und eine Mannschaft, welche ein Freilos erhielt, die Teams aus der Primera División.
Die Auslosung fand am 8. November 2013 mit fünf Lostöpfen statt.
| Topf 1 (Segunda División B)                                                                                                | Topf 2 (Champions League)                              | Topf 3 (Europa League)               | Spezialtopf 1 (Segunda División)                                | Spezialtopf 2 (Primera División) |
| --- | ------------------------------------------------------ | ------------------------------------ | --------------------------------------------------------------- | --- |
| FC Algeciras FC Cartagena Gimnàstic de Tarragona Club Lleida Esportiu CD Olímpic de Xàtiva Racing Santander UE Sant Andreu | FC Barcelona Real Madrid Atlético Madrid Real Sociedad | FC Valencia Betis Sevilla FC Sevilla | AD Alcorcón FC Girona UD Las Palmas Real Jaén Recreativo Huelva | UD Almería Athletic Bilbao Celta Vigo FC Elche Espanyol Barcelona FC Getafe FC Granada UD Levante FC Málaga CA Osasuna Rayo Vallecano Real Valladolid FC Villarreal |

Zunächst wurde den Mannschaften in Topf 1 ein Gegner aus Topf 2 zugelost, den verbleibenden Mannschaften aus Topf 1 dann ein Gegner aus Topf 3. Danach wurde den Mannschaften aus Spezialtopf 1 ein Gegner aus Spezialtopf 2 zugelost und anschließend wurden die Paarungen aus den übrigen Vereinen der Primera División ermittelt.
Die Hinspiele wurden zwischen dem 6. und 8. Dezember ausgetragen, die Rückspiele zwischen dem 17. und 19. Dezember 2013.
|                        | Gesamt          |                    | Hinspiel | Rückspiel |
| ---------------------- | --------------- | ------------------ | -------- | --------- |
| CD Olímpic de Xàtiva   | 0:2             | Real Madrid        | 0:0      | 0:2       |
| FC Algeciras           | 1:5             | Real Sociedad      | 1:1      | 0:4       |
| FC Cartagena           | 1:7             | FC Barcelona       | 1:4      | 0:3       |
| UE Sant Andreu         | 1:6             | Atlético Madrid    | 0:4      | 1:2       |
| Racing Santander       | 2:1             | FC Sevilla         | 0:1      | 2:0       |
| Gimnàstic de Tarragona | 0:1             | FC Valencia        | 0:0      | 0:1       |
| Club Lleida Esportiu   | 3:4             | Betis Sevilla      | 1:2      | 2:2       |
| Recreativo Huelva      | 1:4             | UD Levante         | 1:0      | 0:4       |
| FC Girona              | 2:5             | FC Getafe          | 1:1      | 1:4       |
| AD Alcorcón            | 2:2 (5:4 i. E.) | FC Granada         | 0:2      | 2:0 n. V. |
| UD Las Palmas          | 1:3             | UD Almería         | 1:3      | 0:0       |
| Real Jaén              | 2:4             | Espanyol Barcelona | 2:2      | 0:2       |
| FC Villarreal          | 3:2             | FC Elche           | 2:2      | 1:0       |
| FC Málaga              | (a)4:4(a)       | CA Osasuna         | 3:3      | 1:1       |
| Celta Vigo             | 1:4             | Athletic Bilbao    | 1:0      | 0:4       |
| Real Valladolid        | 1:3             | Rayo Vallecano     | 0:0      | 1:3       |

## Achtelfinale
Die Hinspiele wurden zwischen dem 7. und 9. Januar, die Rückspiele vom 14. bis 16. Januar 2014 ausgetragen.
|                  | Gesamt |                    | Hinspiel | Rückspiel |
| ---------------- | ------ | ------------------ | -------- | --------- |
| Rayo Vallecano   | 0:1    | UD Levante         | 0:0      | 0:1       |
| AD Alcorcón      | 3:4    | Espanyol Barcelona | 1:0      | 2:4       |
| Racing Santander | 3:1    | UD Almería         | 1:1      | 2:0       |
| Real Madrid      | 4:0    | CA Osasuna         | 2:0      | 2:0       |
| FC Barcelona     | 6:0    | FC Getafe          | 4:0      | 2:0       |
| FC Valencia      | 1:3    | Atlético Madrid    | 1:1      | 0:2       |
| Betis Sevilla    | 1:2    | Athletic Bilbao    | 1:0      | 0:2       |
| Real Sociedad    | 1:0    | FC Villarreal      | 0:0      | 1:0       |

## Viertelfinale
Die Hinspiele wurden zwischen dem 21. und 23. Januar, die Rückspiele vom 28. bis 30. Januar 2014 ausgetragen.
|                    | Gesamt |                  | Hinspiel | Rückspiel |
| ------------------ | ------ | ---------------- | -------- | --------- |
| Espanyol Barcelona | 0:2    | Real Madrid      | 0:1      | 0:1       |
| UD Levante         | 2:9    | FC Barcelona     | 1:4      | 1:5       |
| Real Sociedad      | 6:1    | Racing Santander | 3:1      | 13:0 1    |
| Atlético Madrid    | 3:1    | Athletic Bilbao  | 1:0      | 2:1       |

## Halbfinale
Die Hinspiele wurden am 5. und 6. Februar ausgetragen, die Rückspiele fanden am 12. Februar 2014 statt.
|              | Gesamt |                 | Hinspiel | Rückspiel |
| ------------ | ------ | --------------- | -------- | --------- |
| FC Barcelona | 3:1    | Real Sociedad   | 2:0      | 1:1       |
| Real Madrid  | 5:0    | Atlético Madrid | 3:0      | 2:0       |

## Finale
| FC Barcelona                                               | FC Barcelona | Real Madrid | Real Madrid | Aufstellung                                |
| ---------------------------------------------------------- | --- | --- | ----------- | ------------------------------------------ |
| FC Barcelona                                               | \| 16. April 2014 um 21:30 Uhr in Valencia (Estadio Mestalla) \| \| Ergebnis: 1:2 (0:1) \| \| Schiedsrichter: Antonio Mateu Lahoz (Valencia) \| | \| 16. April 2014 um 21:30 Uhr in Valencia (Estadio Mestalla) \| \| Ergebnis: 1:2 (0:1) \| \| Schiedsrichter: Antonio Mateu Lahoz (Valencia) \| | Real Madrid | Aufstellung FC Barcelona gegen Real Madrid |
| FC Barcelona                                               | José Manuel Pinto – Dani Alves, Marc Bartra (86. Alexis Sánchez), Javier Mascherano, Jordi Alba (46. Adriano) – Xavi , Sergio Busquets, Andrés Iniesta – Neymar, Lionel Messi, Cesc Fàbregas (59. Pedro) Cheftrainer: Gerardo Martino ( Argentinien) | Iker Casillas – Dani Carvajal, Sergio Ramos, Pepe, Fábio Coentrão – Luka Modrić, Xabi Alonso, Isco (88. Casemiro) – Ángel Di María (86. Asier Illarramendi), Karim Benzema (89. Raphaël Varane), Gareth Bale Cheftrainer: Carlo Ancelotti ( Italien) | Real Madrid | Aufstellung FC Barcelona gegen Real Madrid |
| FC Barcelona                                               | 1:1 Marc Bartra (68.) | 0:1 Ángel Di María (10.) 1:2 Gareth Bale (85.) | Real Madrid | Aufstellung FC Barcelona gegen Real Madrid |
| FC Barcelona                                               | Neymar (17.), Javier Mascherano (52.) | Isco (3.), Pepe (17.), Xabi Alonso (87.) | Real Madrid | Aufstellung FC Barcelona gegen Real Madrid |
| 16. April 2014 um 21:30 Uhr in Valencia (Estadio Mestalla) | | |             |                                            |
| Ergebnis: 1:2 (0:1)                                        | | |             |                                            |
| Schiedsrichter: Antonio Mateu Lahoz (Valencia)             | | |             |                                            |

## Torschützen
| \| Pl. \| Nat. \| Spieler \| Verein \| Tore \| \| --- \| ----------- \| ----------------- \| ---------------- \| ---- \| \| 1 \| Argentinier \| Lionel Messi \| FC Barcelona \| 5 \| \| 2 \| Argentinier \| Ángel Di María \| Real Madrid \| 4 \| \| 2 \| Spanier \| Cesc Fàbregas \| FC Barcelona \| 4 \| \| 2 \| Spanier \| Raúl García \| Atlético Madrid \| 4 \| \| 5 \| Franzose \| Antoine Griezmann \| Real Sociedad \| 3 \| \| 5 \| Spanier \| Jesús Imaz \| UE Lleida \| 3 \| \| 5 \| Spanier \| Pedro \| FC Barcelona \| 3 \| \| 5 \| Spanier \| Jesé \| Real Madrid \| 3 \| \| 5 \| Ivorer \| Mamadou Koné \| Racing Santander \| 3 \| \| 5 \| Spanier \| Óscar Plano \| AD Alcorcón \| 3 \| \| 5 \| Portugiese \| Cristiano Ronaldo \| Real Madrid \| 3 \| \| 5 \| Spanier \| Cristian Tello \| FC Barcelona \| 3 \| |             |                   |                  |      |
| Pl. | Nat.        | Spieler           | Verein           | Tore |
| 1 | Argentinier | Lionel Messi      | FC Barcelona     | 5    |
| 2 | Argentinier | Ángel Di María    | Real Madrid      | 4    |
| 2 | Spanier     | Cesc Fàbregas     | FC Barcelona     | 4    |
| 2 | Spanier     | Raúl García       | Atlético Madrid  | 4    |
| 5 | Franzose    | Antoine Griezmann | Real Sociedad    | 3    |
| 5 | Spanier     | Jesús Imaz        | UE Lleida        | 3    |
| 5 | Spanier     | Pedro             | FC Barcelona     | 3    |
| 5 | Spanier     | Jesé              | Real Madrid      | 3    |
| 5 | Ivorer      | Mamadou Koné      | Racing Santander | 3    |
| 5 | Spanier     | Óscar Plano       | AD Alcorcón      | 3    |
| 5 | Portugiese  | Cristiano Ronaldo | Real Madrid      | 3    |
| 5 | Spanier     | Cristian Tello    | FC Barcelona     | 3    |